# Darinka Kobal
Darinka Kobal, slovenska pisateljica, pripovedovalka, učiteljica * 4. februar 1946, Ljubljana.

## Življenje in delo
Diplomirala je leta 1965 na učiteljišču v Ljubljani. Med 1965 in 1991 je poučevala na štirih osnovnih šolah: Gabrovka, Litija, Šmartno in Ledina. Od leta 1995 je članica Društva slovenskih pisateljev. Je ena izmed prvih članic Društva staršev za boljšo šolo, ter ena izmed ustanoviteljic Odbora ljubljanskih učiteljev. Od 1996 je na seznamu Programske knjižice Bralne značke.
Leta 1996 je izšla njena prva knjižica z naslovom Piši, riši in barvaj v pravljični deželi in vsebuje 17 kratkih slikopisov. Druga knjižica Na sončni strani cest in mest je izšla leto kasneje  in ima 12 kratkih slikopisov. Za Televizijo Slovenijo je leta 1997 napisala scenarij za Radovednega Tačka. V samozaložbi je leta 1998 izšla slikanica Radovedni medvedek, ki je bila prevedena v braillovo pisavo, leta 2009 pa kratka proza  Kraljestvo miru, ki je bila 2010 prvič zaigrana na Osnovni šoli Gabrovka. Od 1998 sodeluje  z Zvezo prijateljev mladine Slovenije. Leta 2002 in 2003 je sodelovala na bralnem maratonu v Ljubljani. Svoje pravljice pripoveduje po slovenskih knjižnicah, vrtcih in šolah. Od 2001 je na lokalnem radiu Geoss v Litiji, s premori, nekaj let pisala in vodila oddajo Za mulčke in mulčice.
Sodelovala je z naslednjimi slovenskimi otroškimi in mladinskimi literarnimi revijami: Bim-bam, Bučka, Ciciban, Galeb, Mavrica, National Geographic Junior,  Planinski vestnik, Trobentica, Otroške novice, Zmajček, ter revijami za odrasle: Kalia, Mama, Moj mali svet, Moj otrok, Moja Thermana, Naša družina, Naša žena, Otrok in družina in Vzajemna.
Za Bralno značko so bile v  predlagane štiri pravljice: leta 1999 Radovedni medvedek, Mali Klinček leta 2002, Pajčica in škrat Brkec leta 2009 in Matiček-junak z žogo leta 2011.

## Nagrade
Pisateljica je leta 2010 za potopisno delo Radovedni vrabček Čivi v Srcu Slovenije zasedla prvo mesto med Naj 7.